# Mr. Want
Mr. Want è una canzone di Elisa del 1997 pubblicata come terzo singolo ufficiale estratto dall'album d'esordio della cantautrice, Pipes & Flowers, nel 1998.
Non è stato prodotto alcun video per la canzone.

## Il singolo
Il singolo venne pubblicato il 14 maggio 1998 solo in Italia e oltre a Mr. Want contiene anche una versione live dei precedenti singoli A Feast for Me e Labyrinth.
Questo singolo è stato il primo disco di Elisa ad essere pubblicato in digipak (successivamente accadrà anche gli album Lotus e Heart).
Inoltre è stato inserito nella Compilation Rossa di Festivalbar nello stesso anno della sua pubblicazione.

## Tracce
1. Mr. Want (Radio Edit) – 3:59
2. A Feast for Me (Live Special Version) – 6:12
3. Labyrinth (Live Version) – 5:06